# Homens da Luta
Homens da Luta foi um conjunto de humor cujo trabalho teve como referência o período pós 25 de abril de 1974. 
Nuno Duarte "Jel" (Neto) e Vasco Duarte (Falâncio), irmãos e mentores do projeto, inspiraram-se na imagem e na mensagem dos cantores do período revolucionário, formando um grupo musical satírico: os Homens da Luta. Era constituído pelas personagens Neto, Falâncio, Pôncio Gomes, Cesaltina da Concertina, Gregório Anarca, Benedita das Dores e o Soldado de Abril.
As suas canções são uma paródia das cantigas de intervenção do tempo do PREC, e as personagens que os membros do grupo representam são caricaturas compósitas dos cantores de intervenção da altura, desde as palavras de ordem à indumentária. Uma das suas canções mais populares é "E o Povo, pá?".
Editaram em 2010 um álbum designado por "A cantiga é uma arma" composto por 14 títulos.

## Festival RTP da Canção
Em 2010, os Homens da Luta concorreram ao Festival RTP da Canção 2010, integrando na lista para a votação on-line, de onde passaram 24 às semifinais. No entanto a sua canção foi desqualificada devido ao não cumprimento das regras do Festival de Portugal, nem do festival internacional.
Em 2011 no Festival RTP da Canção 2011, voltaram a candidatar-se e desta vez ganharam com o tema "A Luta é Alegria" (letra: Nuno Duarte (Jel); música: Vasco Duarte (Falâncio)), indo representar Portugal na final da Eurovisão em Dusseldorf, na Alemanha. Após a votação dos júris distritais, encontravam-se em sexto lugar, no entanto passaram para o primeiro lugar com a votação do público. Uma vez que o grupo é composto por comediantes e não cantores, algumas pessoas mostraram-se insatisfeitas com a sua vitória.